# Eutelia griveaudi
Eutelia griveaudi är en fjärilsart som beskrevs av Pierre E.L. Viette 1979. Eutelia griveaudi ingår i släktet Eutelia och familjen nattflyn. Inga underarter finns listade i Catalogue of Life.